# 13!
13! é um EP gravado pelo cantor brasileiro Vinny. Lançado apenas em vinyl, e só com 2 faixas, o álbum é o primeiro lançamento do selo Vinny Planet em parceria com a gravadora CD Promo.
Sobre o nome do álbum, Vinny explica:
| “ | “Eu adoraria que este nome tivesse um sentido esotérico, um chamamento, que eu tivesse recebido uma luz. Mas não, só achei legal dar o nome de 13! ao meu décimo terceiro trabalho. Quem sabe não é meio cabalístico mesmo, né? O Zagalo, por exemplo, é fã do número 13.” | ” |

Sobre o álbum, Vinny faz a seguinte declaração:
| “ | “O rock e todo aquele conceito de ideologia morreu. Hoje o que faz barulho e sentido é o sertanejo, o funk e a música eletrônica. Esse é o melhor disco da minha vida.” | ” |

A primeira música de trabalho do álbum é o single "Lua Nova"

## Faixas
1. Me Faz Flutuar
2. Lua Nova